# John Freddy García
John Freddy García Feria (Buga Valle, 25 mei 1974) is een Colombiaans wielrenner.

## Belangrijkste overwinningen
2000
- Eindklassement Ronde van Valle del Cauca
- 10e etappe Ronde van Colombia
- 3e + 4e etappe Clásico RCN

2001
- 2e etappe Ronde van Marokko

2002
- Colombiaans kampioen op de weg, Elite
- 14e etappe Ronde van Colombia

2003
- 3e etappe Ronde van Valle del Cauca

2004
- Eindklassement Ronde van Valle del Cauca
- 10e + 11e etappe Ronde van Colombia

2005
- 3e etappe Ronde van Valle del Cauca

2006
- Eindklassement Ronde van Valle del Cauca
- 4e etappe Ronde van Colombia
- 1e etappe Clásico RCN

2007
- 6e etappe Clásico RCN

2008
- 2e etappe Ronde van Colombia
- 8e etappe Clásico RCN

2009
- 1e etappe Ronde van Valle del Cauca

2011
- 1e + 4e etappe Ronde van Valle del Cauca

## Grote rondes
| Jaar | Ronde van Italië | Ronde van Frankrijk | Ronde van Spanje |
| ---- | ---------------- | ------------------- | ---------------- |
| 2000 |                  |                     |                  |
| 2001 | opgave           |                     |                  |
| 2002 | opgave           |                     |                  |
| 2003 | opgave           |                     |                  |